# 자크 상티니
자크 상티니(Jacques Santini, 1952년 4월 25일, 데유 ~)는 은퇴한 프랑스의 축구 선수이자 감독이다. 그는 1970년대에 생-테티엔에서 활약하였고, 1975-76 시즌에는 유러피언컵 결승에 오르기도 했다. 그는 프랑스 국가대표팀 감독직도 역임했는데, 재임기간 동안에 2003년 FIFA 컨페더레이션스컵 우승을 거두고 UEFA 유로 2004 8강에 올랐었고, 리옹에 첫 리그 우승을 선사하기도 했다.

## 감독 경력
자크 상티니는 프랑스 역사상 가장 성공적인 감독들 중 한명으로 평가받는다. 장-미셸 올라스, 베르나르 라콩부와의 협동으로, 그는 리옹을 프랑스 축구의 거함으로 비상하게 했다. 1997년부터 2000년까지 그는 구단의 기술고문으로 재직하여 리옹이 프랑스 최고의 클럽으로 발돋움하는 주춧돌을 세웠다. 2000부터 2002년까지 리옹 감독으로 역임하면서, 그는 2001년에 쿠프 드 라 리그를 우승하였고, 이듬해에는 디비시옹 1 우승을 거두었다.
상티니는 2002년에 프랑스 축구지의 "최고 프랑스 감독"으로 선정되었고, IFFHS에 의해 2003년 올해 최고의 국가대표팀 감독으로 선정되었다. 상티니는 2002년에 로제 르메르의 바통을 받아 프랑스 국가대표팀 감독이 되었다. 그는 UEFA 유로 2004를 앞두고 더 이상 국가대표팀 감독직을 맡지 않기로 선언했는데, 이 대회에서 프랑스는 그리스와의 8강전에서 충격패를 당해 탈락하였다.
UEFA 유로 2004가 종료된 후, 상티니는 프리미어리그 클럽 토트넘 홋스퍼의 사령탑에 올랐다. 그는 놀랍게도 단 13경기만에 사임을 발표하였다. 공식적인 발표에 따르면, 상티니는 사적인 문제로 잉글랜드를 떠난 것으로 밝혀졌으나, 당시 기술 고문인 프랑크 아르네센과의 계속되는 불화로 떠났다는 주장이 제기되었다. 2005년 상티니는 입을 열었는데, 그가 클럽과 결별한 이유는 계약이 해지된 것이라 생각하였던 것으로 생각했었고, 이후 UEFA 유로 2004가 종료되기도 전에 클럽과 계약한 것이 "제 무덤을 판 것"이라고 인정하였다.
2005년, 그는 리그 1 클럽 오세르의 감독직을 맡게 되었으나, 이듬해 기 루 오세르 부회장과의 불화로 경질당했다.
2008년 6월 23일, 상티니는 감독직이 공석인 스코틀랜드 프리미어리그 클럽 하츠와 링크되었으나, 제의를 거절하였다.

## 감독 통계
| 팀            | 국가     | 취임            | 해임            | 기록 | 기록 | 기록 | 기록 | 기록   |
| 팀            | 국가     | 취임            | 해임            | 전   | 승   | 무   | 패   | 승률 % |
| ------------- | -------- | --------------- | --------------- | ---- | ---- | ---- | ---- | ------ |
| 프랑스        | 프랑스   | 2002년 7월 21일 | 2004년 7월 1일  | 28   | 22   | 2    | 4    | 78.57  |
| 토트넘 홋스퍼 | 잉글랜드 | 2004년 6월 3일  | 2004년 11월 5일 | 13   | 5    | 4    | 4    | 38.46  |
| 합계          | 합계     | 합계            | 합계            | 41   | 27   | 6    | 8    | 65.85  |